# Digitaria laxa
Digitaria laxa är en gräsart som först beskrevs av Heinrich Gottlieb Ludwig Reichenbach, och fick sitt nu gällande namn av Parodi. Digitaria laxa ingår i släktet fingerhirser, och familjen gräs. Inga underarter finns listade i Catalogue of Life.